# Vasalunds Idrottsförening
O Vasalunds Idrottsförening, ou simplesmente Vasalunds IF, é um clube de futebol da Suécia fundado em 1 de fevereiro de 1934. Sua sede fica localizada em Solna.